# دار الشؤون الثقافية العامة
دار الشؤون الثقافية أو آفاق عربية هي دار طباعة ونشر عراقية حكومية، أُعلن عن قانون تأسيسها يوم 9 كانون الأول عام 1975، كان اسمها الأول «دار آفاق عربية»، ثم في يوم 24 كانون الأول عام 1986 بُدّل اسمها إلى «دار الشؤون الثقافية»، وعيّنَ شفيق الكمالي أول مدير للدار، ومقرّ الدار ذو علامة مميزة في فن البناء العربي والأسلامي، وذو مساحة واسعة كانت نائية في مقاطعة سبع أبكار، ثم أُنشئ حي تونس في مقاطعة سبع أبكار بعد سنة 1980، وأصبحت الدار هناك في محلة 330، مقابلة لجامع البارح ودائرة الوقف السني، قال مليح صالح شكر وهو يصف مقر الدار «كان علامة مميزة في فن البناء العربي والأسلامي».

## الصفة والمقاصد
- 1) تنشأ بموجب هذا القانون منشأة ذات نفع عام باسم (دار آفاق عربية للصحافة والنشر)، ترتبط بوزارة الإعلام، ولها شخصية معنوية واستقلال مالي وإداري، وتتمتع بالأهلية الكاملة لتحقيق أغراضها المنصوص عليها في هذا القانون.
- 2) رأس المال الإسمي للدار مائتان وخمسون ألف دينار.

تعمل الدار على إصدار مجلة باسم (آفاق عربية) تُعنى بنشر وتعميق الثقافة العربية التقدمية، بما ينسجم والمرحلة الثورية التي يمر بها القطر والوطن العربي،
- 3)ولها إصدار مطبوعات دورية أو غير دورية لتحقيق ذلك.
- 4) تسعى الدار لتحقيق أهدافها بكافة الوسائل الوسائل الفنية والعلمية والعملية، ولها بوجه خاص ما يلي: 
  - أ) تأسيس المطابع وتشغيلها لأغراضها الخاصة أو استئجارها أو التعاقد مع الغير لهذا الغرض.
  - ب) الاتفاق مع الأفراد أو التعاقد معهم لأغراض الكتابة والنشر وغيرها من الأغراض التي تتطلبها طبيعة عمل الدار.
  - ج) الاشتراك مع أي جهة أخرى تماثلها في الأهداف والاختصاصات والتعاقد معها لتحقيق أهداف الدار.
  - د) امتلاك حقوق التأليف والترجمة لكل ما تقوم به أو شراؤها من الغير للتصرف بها ضمن اختصاصاتها المنصوص عليها في هذا القانون.[5]

شفيق الكمالي مؤسس آفاق عربية وأول مدير لمجلتها